# Junnushvärri
Junnushvärri är en kulle i Finland. Den ligger i den Enare i landskapet Lappland, i den norra delen av landet, 1 000 km norr om huvudstaden Helsingfors. Toppen på Junnushvärri är 344 meter över havet.
Terrängen runt Junnushvärri är lite kuperad.  Trakten runt Junnushvärri är nära nog obefolkad, med mindre än två invånare per kvadratkilometer. Det finns inga samhällen i närheten. Omgivningarna runt Junnushvärri är i huvudsak ett öppet busklandskap.